# ワークフォース
ワークフォース（Workforce、2007年3月14日 - ）はイギリスの競走馬。おもな勝ち鞍は2010年のダービーステークス、凱旋門賞。

## 経歴

### 2歳時 （2009年）
9月のグッドウッド競馬場のメイドンでデビュー。最後の直線で馬群の隙間を縫うようにして鋭く伸び、6馬身差で圧勝したそのデビュー戦の内容が高く評価され、2010年クラシック戦線の有力候補に名を連ねた。続いてオータムステークス (G3) に向かう計画もあったが、結局2歳時は1戦のみで翌年に備えることとなった。

### 3歳時 （2010年）
2000ギニー、ダービーともに、前売りで上位人気となっていたワークフォースだが、結局2000ギニーには出走せず、ダンテステークスから始動することになった。そのダンテステークスでは、ケープブランコから3馬身4分の1差の2着に敗れた。関係者は、キャリアの浅さによる幼いレースぶりと、堅すぎた馬場を敗因に挙げている。この敗戦により、陣営はダービーへの出走を一時的に保留としたが、1週前の追い切りでの満足いく動きを見て、ダービー出走を決めた。こうして迎えたダービーでは、最後の直線で一頭だけ異次元の末脚を繰り出し、7馬身差で圧勝した。勝ちタイムの2分31秒33は、従来のレコードタイムを1秒近く更新する驚異的なものであった。騎手を務めたライアン・ムーアはこれがダービー初制覇となった。
ダービー制覇後、古馬との初対戦となったキングジョージ6世&クイーンエリザベスステークスでは単勝オッズ1.7倍の1番人気に推されたが、見せ場なく5着に敗れた。その後ぶっつけで凱旋門賞に出走し、最後の直線で馬群に包まれたものの内から追い込み、ナカヤマフェスタとの叩き合いの末にアタマ差で勝利した。ブリーダーズカップ・ターフには出走登録をしたものの、馬場状態が堅すぎる (Firm) と判断し、出走を取り消した。

### 4歳時 （2011年）
4歳初戦となったブリガディアジェラードステークスに単勝2.0倍の1番人気で出走、ポエットに1馬身差で勝利した。エクリプスステークスではソーユーシンクの2着、続くキングジョージ6世&クイーンエリザベスステークスではナサニエルの2着に敗れる。その後ぶっつけで連覇のかかった凱旋門賞に出走、後方からレースを進めたが直線で伸びることなく12着という結果に終わった。このレースを最後に引退した。

### 引退後
競走馬引退後は社台グループに売却され、2012年より種牡馬となり、社台スタリオンステーションで繋養された。
2016年12月、アイルランドに売却されて次年から同国のノックハウススタッドで繋養されることが報じられた。

## 競走成績
| 出走日     | 競馬場             | 競走名                  | 格 | 頭数 | 人気 | 着順 | 騎手     | 斤量   | 距離（馬場）   | タイム   | 着差       | 1着（2着）馬     |
| ---------- | ------------------ | ----------------------- | -- | ---- | ---- | ---- | -------- | ------ | -------------- | -------- | ---------- | ---------------- |
| 2009.09.23 | グッドウッド       | メイドン                |    | 12   | 1人  | 1着  | R.ムーア | 129lb  | 芝7f（Gd）     | 1:27.40  | 6馬身      | (Oasis Dancer)   |
| 2010.05.13 | ヨーク             | ダンテS                 | G2 | 5    | 2人  | 2着  | R.ムーア | 126lb  | 芝10f88y（GF） |          | 3 1/4馬身  | Cape Blanco      |
| 0000.06.05 | エプソム           | ダービー                | G1 | 12   | 3人  | 1着  | R.ムーア | 126lb  | 芝12f10y（GF） | R2:31.33 | 7馬身      | (At First Sight) |
| 0000.07.24 | アスコット         | KGVI&QES                | G1 | 6    | 1人  | 5着  | R.ムーア | 121lb  | 芝12f（Gd）    |          | 17馬身     | Harbinger        |
| 0000.10.03 | ロンシャン         | 凱旋門賞                | G1 | 19   | 4人  | 1着  | R.ムーア | 56kg   | 芝2400m（VS）  | 2:35.30  | 頭         | (Nakayama Festa) |
| 0000.11.06 | チャーチルダウンズ | BCターフ                | GI | 7    | -    | 取消 | R.ムーア | 122lb  | 芝12f（Fm）    |          |            | Dangerous Midge  |
| 2011.05.26 | サンダウン         | ブリガディアジェラードS | G3 | 8    | 1人  | 1着  | R.ムーア | 133lb  | 芝10f7y（GS）  | 2:09.97  | 1馬身      | (Poet)           |
| 0000.07.02 | サンダウン         | エクリプスS             | G1 | 5    | 2人  | 2着  | R.ムーア | 133lb  | 芝10f7y（Gd）  |          | 1/2馬身    | So You Think     |
| 0000.07.23 | アスコット         | KGVI&QES                | G1 | 5    | 1人  | 2着  | R.ムーア | 133lb  | 芝12f（GS）    |          | 2 3/4馬身  | Nathaniel        |
| 0000.10.02 | ロンシャン         | 凱旋門賞                | G1 | 16   | 4人  | 12着 | R.ムーア | 59.5kg | 芝2400m（Gd）  |          | 14 1/2馬身 | Danedream        |

※馬場状態： Fm=Firm, GF=Good to Firm, Gd=Good, GS=Good to Soft, VS=Very Soft
※タイム欄のRはレコード勝ちを示す。

## 種牡馬成績

### 主な産駒
- 2014年産
  - ブライトクォーツ（2019年中山大障害2着、2020年中山グランドジャンプ3着）
  - メイショウケイメイ（2019年紅梅ステークスL）

- 2016年産
  - ディバインフォース（2021年ステイヤーズステークス）
  - スタンサンセイ（2022年ウインター争覇）
  - アトミックフォース（2022年せきれい賞、2022年・2023年OROカップ連覇）[9]

### 母の父としての主な産駒
- 2018年産
  - ジャスティンカフェ（2023年エプソムカップ） - 父エピファネイア[10]
- 2019年産
  - アーテルアストレア（2023年レディスプレリュード、2024年クイーン賞、スパーキングレディーカップ） - 父リーチザクラウン[11]
- 2021年産
  - ダヴァンティ（2023年石川テレビ杯、ネクストスター金沢） - 父ダノンレジェンド[12]

## 血統表
| Workforceの血統（ミスタープロスペクター系 / Northern Dancer 5×3=15.63% Special 5×4=9.38% Native Dancer 5×5=6.25%） | Workforceの血統（ミスタープロスペクター系 / Northern Dancer 5×3=15.63% Special 5×4=9.38% Native Dancer 5×5=6.25%） | Workforceの血統（ミスタープロスペクター系 / Northern Dancer 5×3=15.63% Special 5×4=9.38% Native Dancer 5×5=6.25%） | （血統表の出典）  | （血統表の出典） |
| 父 *キングズベスト 1997 鹿毛 アメリカ                                                                              | 父の父Kingmambo 1990 鹿毛 アメリカ                                                                                 | Mr. Prospector | Raise a Native    | Raise a Native   |
| 父 *キングズベスト 1997 鹿毛 アメリカ                                                                              | 父の父Kingmambo 1990 鹿毛 アメリカ                                                                                 | Mr. Prospector | Gold Digger       |                  |
| 父 *キングズベスト 1997 鹿毛 アメリカ                                                                              | 父の父Kingmambo 1990 鹿毛 アメリカ                                                                                 | Miesque | Nureyev           | Nureyev          |
| 父 *キングズベスト 1997 鹿毛 アメリカ                                                                              | 父の父Kingmambo 1990 鹿毛 アメリカ                                                                                 | Miesque | Pasadoble         |                  |
| 父 *キングズベスト 1997 鹿毛 アメリカ                                                                              | 父の母Allegretta 1978 栗毛 イギリス                                                                                | Lombard | Agio              | Agio             |
| 父 *キングズベスト 1997 鹿毛 アメリカ                                                                              | 父の母Allegretta 1978 栗毛 イギリス                                                                                | Lombard | Promised Lady     |                  |
| 父 *キングズベスト 1997 鹿毛 アメリカ                                                                              | 父の母Allegretta 1978 栗毛 イギリス                                                                                | Anatevka | Espresso          | Espresso         |
| 父 *キングズベスト 1997 鹿毛 アメリカ                                                                              | 父の母Allegretta 1978 栗毛 イギリス                                                                                | Anatevka | Almyra            |                  |
| 母 Soviet Moon 2001 鹿毛 アイルランド                                                                              | 母の父Sadler's Wells 1981 鹿毛 アメリカ                                                                            | Northern Dancer | Nearctic          | Nearctic         |
| 母 Soviet Moon 2001 鹿毛 アイルランド                                                                              | 母の父Sadler's Wells 1981 鹿毛 アメリカ                                                                            | Northern Dancer | Natalma           |                  |
| 母 Soviet Moon 2001 鹿毛 アイルランド                                                                              | 母の父Sadler's Wells 1981 鹿毛 アメリカ                                                                            | Fairy Bridge | Bold Reason       | Bold Reason      |
| 母 Soviet Moon 2001 鹿毛 アイルランド                                                                              | 母の父Sadler's Wells 1981 鹿毛 アメリカ                                                                            | Fairy Bridge | Special           |                  |
| 母 Soviet Moon 2001 鹿毛 アイルランド                                                                              | 母の母Eva Luna 1991 青鹿毛 アメリカ                                                                                | Alleged | Hoist the Flag    | Hoist the Flag   |
| 母 Soviet Moon 2001 鹿毛 アイルランド                                                                              | 母の母Eva Luna 1991 青鹿毛 アメリカ                                                                                | Alleged | Princess Pout     |                  |
| 母 Soviet Moon 2001 鹿毛 アイルランド                                                                              | 母の母Eva Luna 1991 青鹿毛 アメリカ                                                                                | Media Luna | Star Appeal       | Star Appeal      |
| 母 Soviet Moon 2001 鹿毛 アイルランド                                                                              | 母の母Eva Luna 1991 青鹿毛 アメリカ                                                                                | Media Luna | Sounion F-No.14-c |                  |

### 血統背景
- 母Soviet Moonは不出走だが、その兄弟姉妹（ワークフォースの伯父、伯母、叔父）に以下の活躍馬がいる。
  - 全兄：Brian Boru（レーシングポストトロフィー、セントレジャーステークス）
  - 半姉：Moon Search（フランスG2ロワイヤリュー賞）
  - 半弟：Sea Moon（イギリスG2グレートヴォルティジュールステークス、ブリーダーズカップ・ターフ2着）
- 祖母Eva LunaはイギリスG3（当時）パークヒルステークス勝ち馬。前述のとおりG1馬1頭を含む3頭の重賞勝ち馬の母となっている。
- 3代母Media Lunaはイギリスオークス2着。孫にケンタッキーオークスなどアメリカG1を2勝のFluteがいる。
- そのほかの主な近親はプリティーポリー#シスターサラ系を参照

セントレジャーステークスとパークヒルステークスは距離が約2900m、ロワイヤリュー賞は2500m、グレートヴォルティジュールステークスは約2400mと、母系はスタミナ色が強い。配合面ではNureyevとSadler's Wellsの4分の3同血クロスが発生しているのが特徴。